# Mołożów (gromada)
Mołożów (do 28 II 1956 Tuczapy) – dawna gromada, czyli najmniejsza jednostka podziału terytorialnego Polskiej Rzeczypospolitej Ludowej w latach 1954–1972.
Gromady, z gromadzkimi radami narodowymi (GRN) jako organami władzy najniższego stopnia na wsi, funkcjonowały od reformy reorganizującej administrację wiejską przeprowadzonej jesienią 1954 do momentu ich zniesienia z dniem 1 stycznia 1973, tym samym wypierając organizację gminną w latach 1954–1972.
Gromadę Mołożów siedzibą GRN w Mołożowie utworzono 29 lutego 1956 w powiecie hrubieszowskim w woj. lubelskim w związku z przeniesieniem siedziby gromady Tuczapy z Tuczap do Mołożowa i zmianą nazwy jednostki na gromada Mołożów.
1 stycznia 1962 gromadę zniesiono, włączając jej obszar do gromad Turkowice (wieś i kolonię Lipowiec) i nowo utworzonej Stara Wieś (wieś Mołożów, wieś i kolonię Nabroż oraz wieś i kolonię Tuczapy) w tymże powiecie.